# Yeongseo
Yeongseo là vùng đất nội địa ở ở phía tây của tỉnh Gangwon của Hàn Quốc và tỉnh Kangwon của Cộng hòa Dân chủ Nhân dân Triều Tiên. Yeongseo phân tách với vùng Yeongdong bên bờ biển bằng dãy núi Taebaek. Tên gọi yeongseo phán ánh điều này; nghĩa Hán Việt của nó là "lĩnh tây", tức là tây đỉnh núi. Khu vực này đặc trưng với nhiều cao nguyên và đồi núi cùng các thung lũng sâu. Cả sông Hán và sông Nakdong đều khởi nguồn từ khu vực này. Nền nông nghiệp tại Yeongseo theo truyền thống được tiến hành bằng việc đốt nương làm rẫy, nhưng hiện nay nó đã được thay thế bằng các công nghệ khác tiến bộ hơn.